# Château de Bassoues
Le château de Bassoues est situé sur la commune française de Bassoues, dans le département du Gers. Il comprend un donjon carré datant du XIVe siècle, classé monument historique depuis 1840, et un corps de logis reconstruit au XVIIe siècle, monument historique inscrit en 1944.

## Historique
L'archevêque d'Auch Arnaud Aubert fait construire le donjon en 1368, en pleine guerre de Cent Ans, pour protéger la bastide de Bassoues. À sa mort, en 1371, les travaux sont pratiquement terminés selon les comptes. Le successeur d'Arnaud Aubert, Jean Roger de Beaufort, continue la construction du donjon.
Arnaud Aubert fait également construire les corps de logis attenants au donjon. Ces bâtiments sont organisés autour d'une cour, où se trouve un puits. Le château est remanié aux XVe et XVIe siècles. Au XVIIe siècle, le château tombe en ruines. Henri de La Mothe-Houdancourt, archevêque d'Auch, décide de le reconstruire et élève un bâtiment flanqué de deux tours en encorbellement.
Le donjon est classé monument historique en 1840, ce qui fait de lui le premier monument classé du Gers. Le château est, quant à lui, monument inscrit depuis un arrêté du 14 mars 1944.

## Description
Haut de 43 mètres, le donjon domine la bastide de Bassoues. C'est une tour carrée de 8 mètres de côté, aux murs de plus de 2 mètres d'épaisseur. On accédait au donjon d'habitation au premier niveau voûté sur ogives. Chacun des quatre étages possède une à deux cheminée dont le conduit commun est aménagé dans le mur sud et des latrines dans les contreforts ainsi que des lavabos. Au deuxième étage, voûté, la cheminée arbore les armoiries d'Arnaud Aubert et le lavabo est situé dans une niche au décor sculpté. Le donjon, surmonté d'un chemin de ronde sur mâchicoulis, est flanqué de contreforts à chaque angle, et d'une tourelle d'escalier sur le flanc nord.

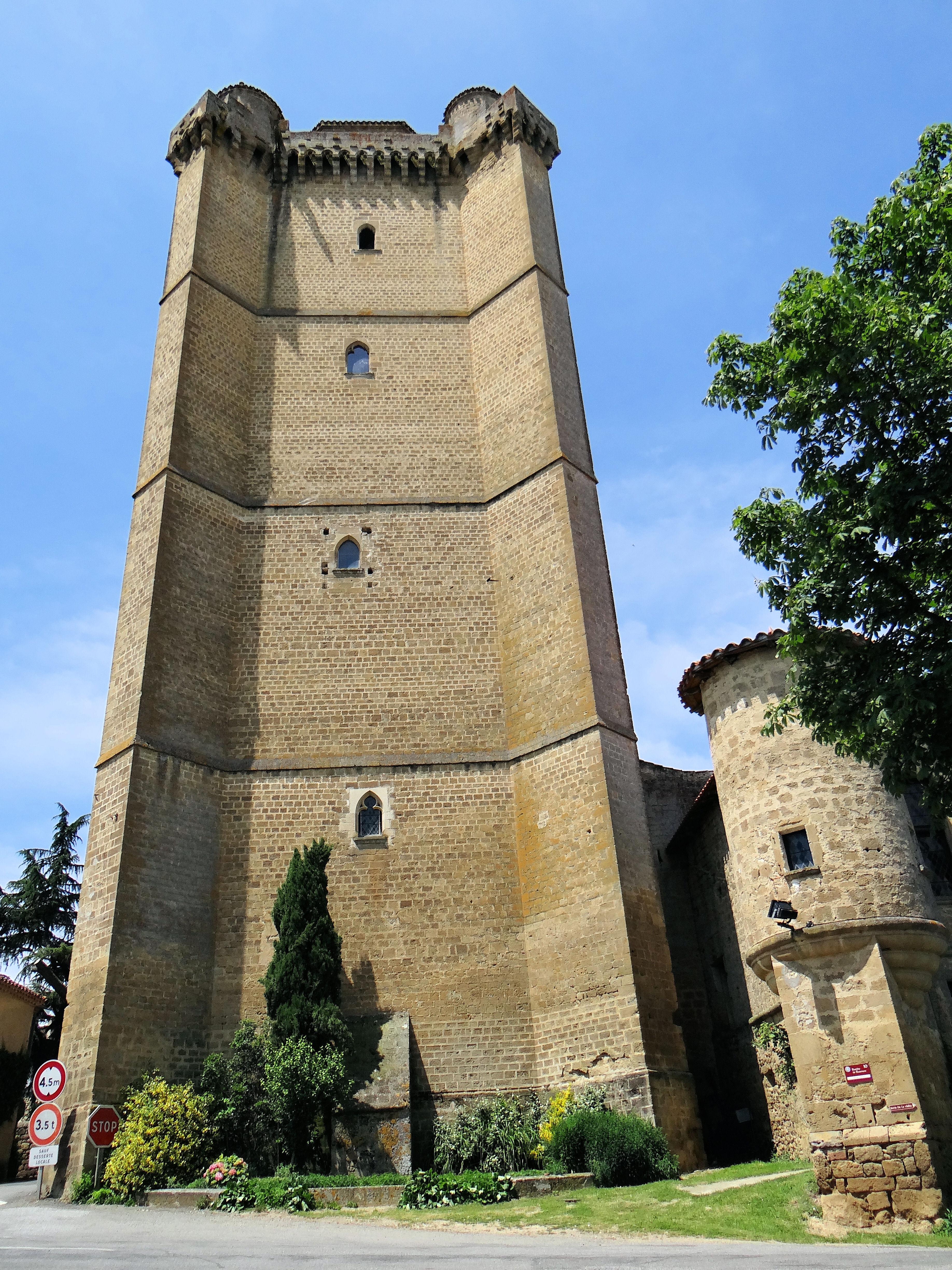
Le donjon (XIVe siècle).
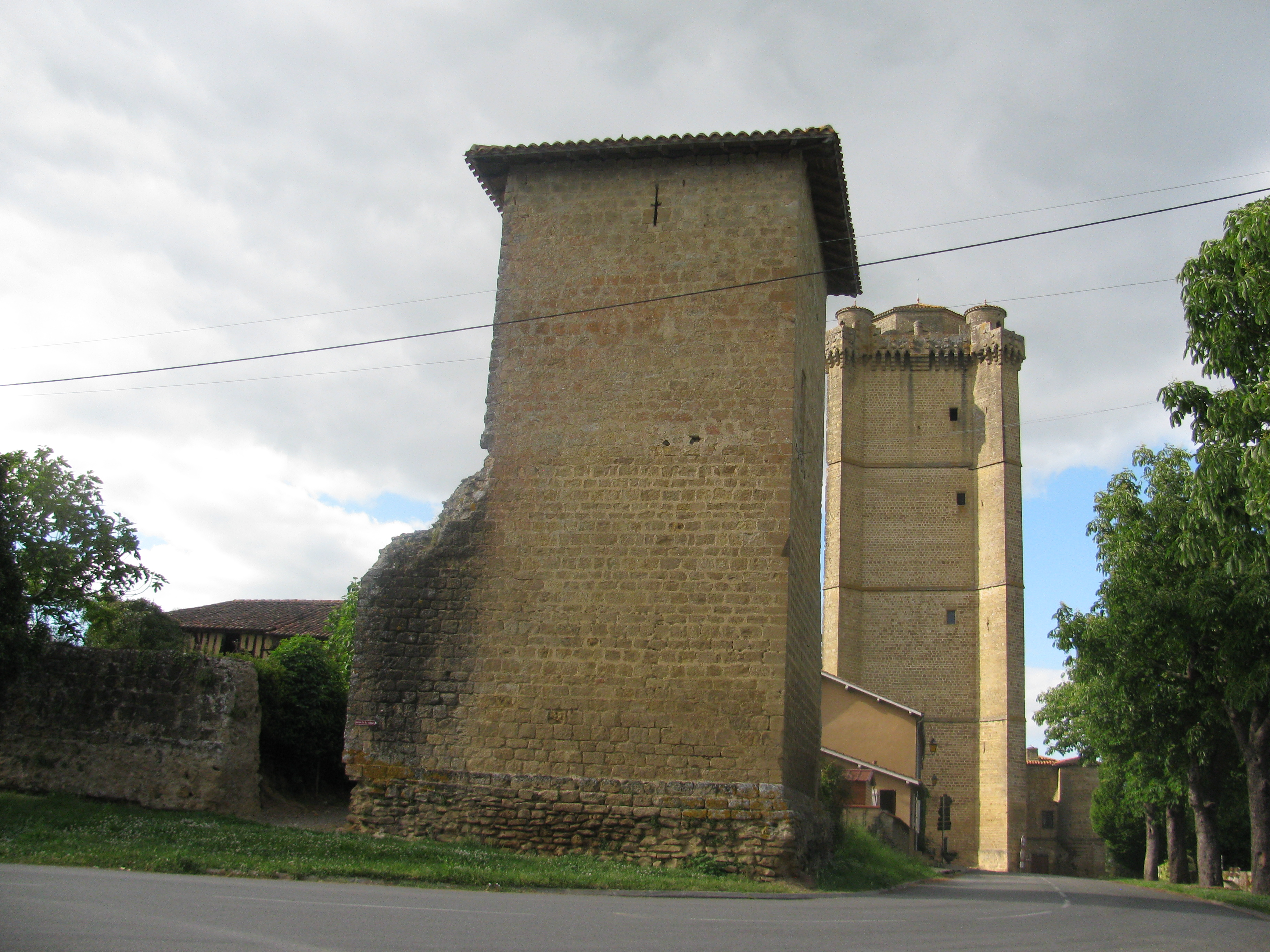
Tour d'angle, devant le donjon.
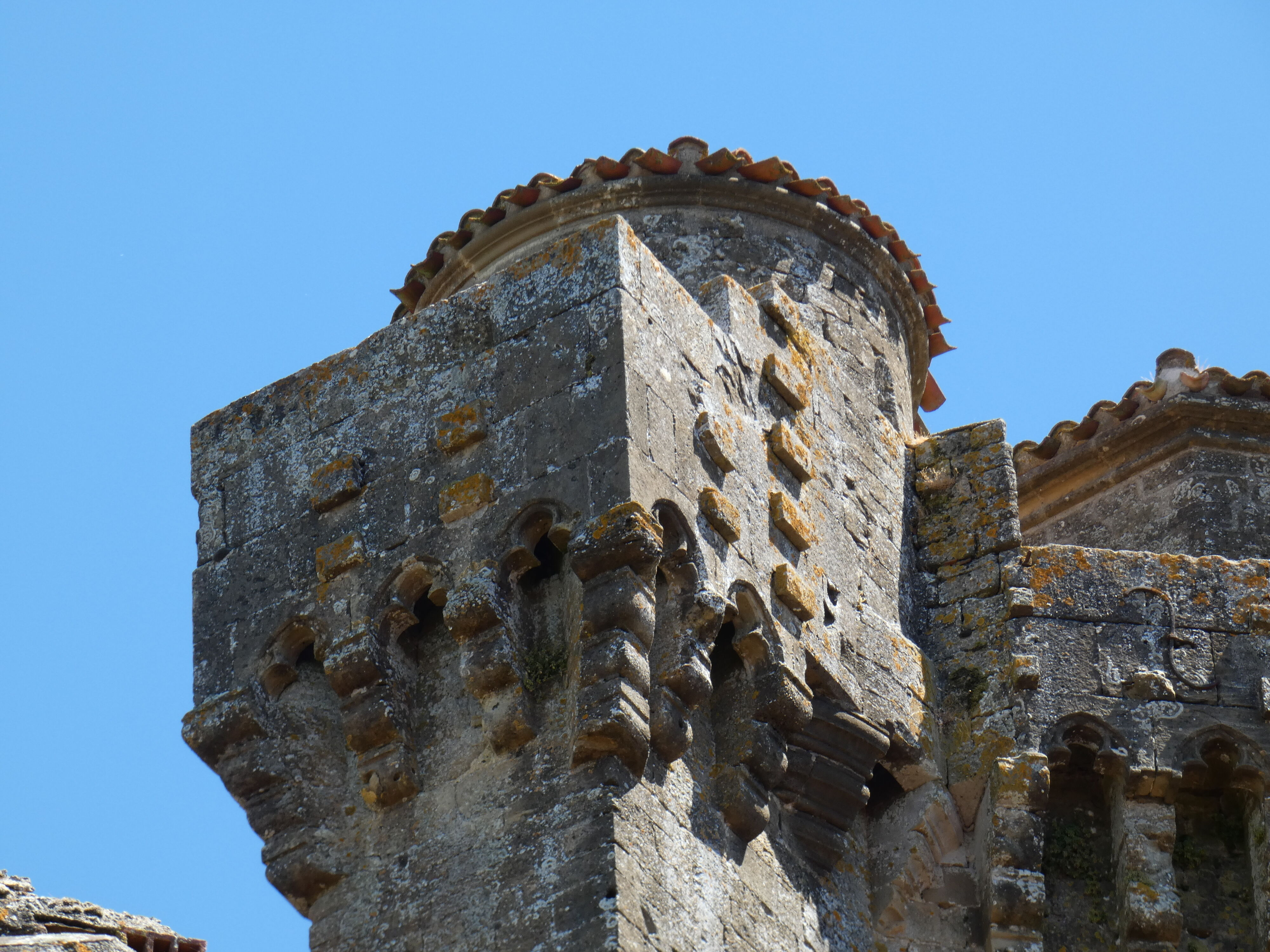
Les mâchicoulis du chemin de ronde.
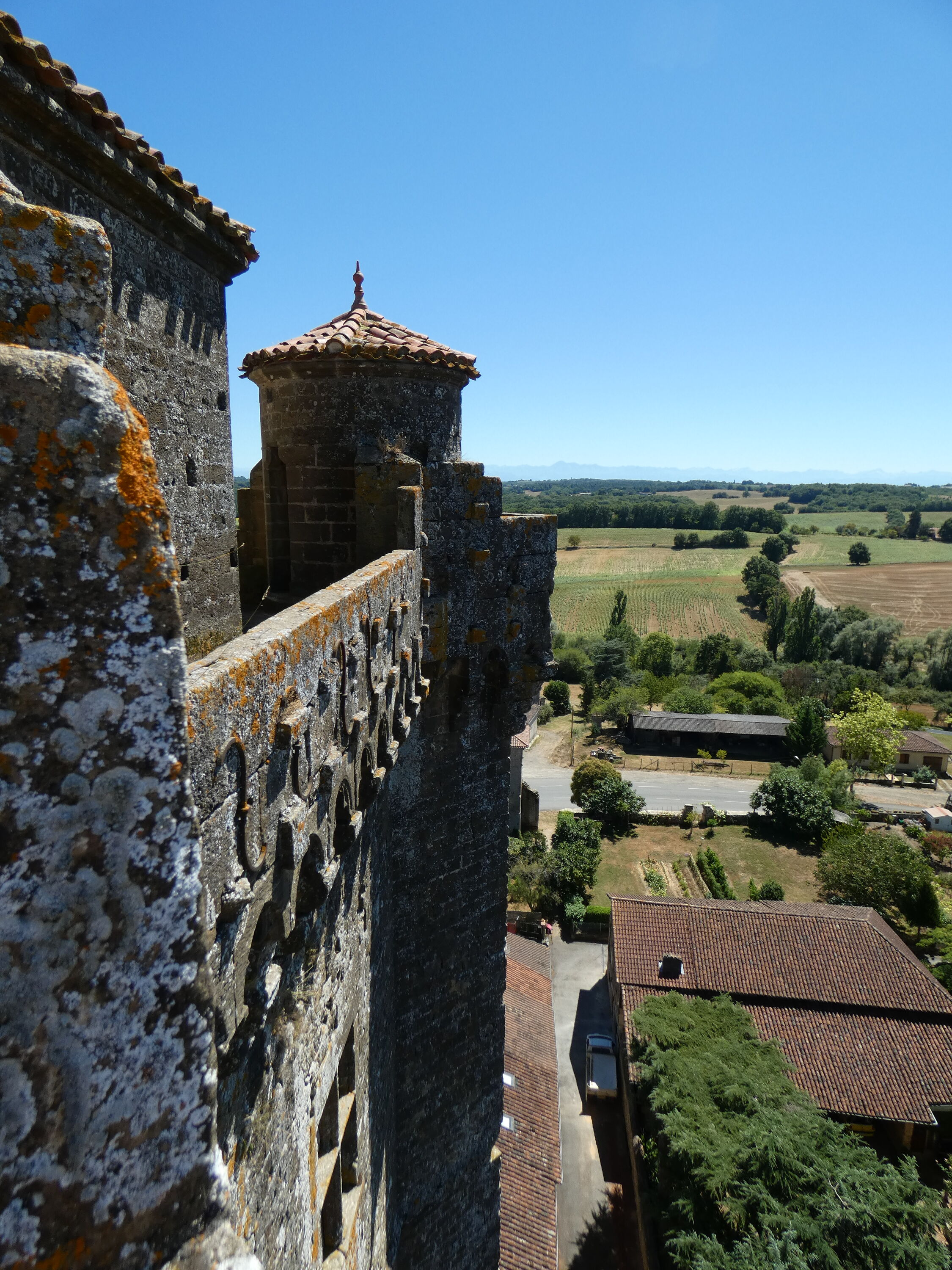
Le chemin de ronde.
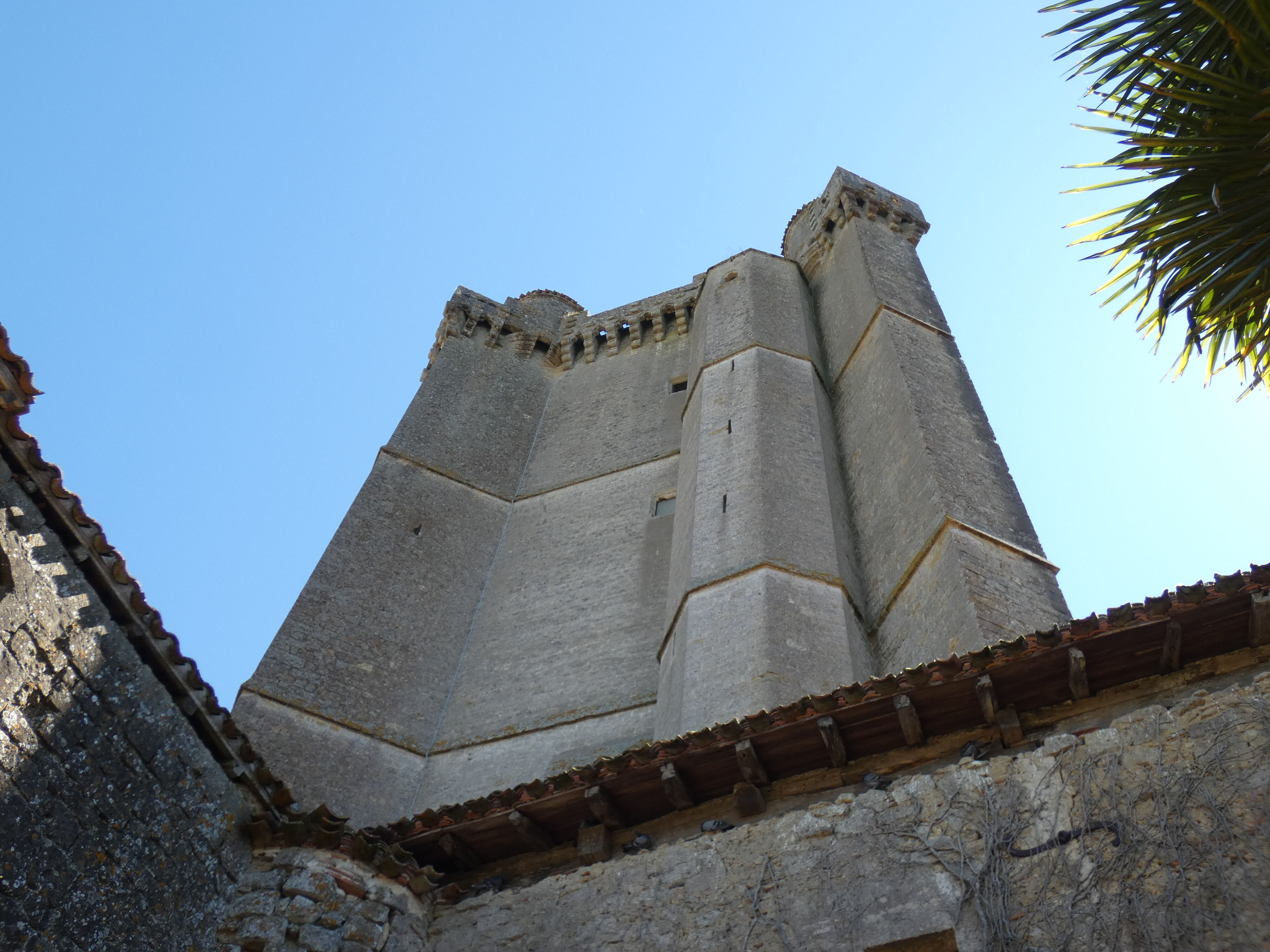
Le flanc nord et la tourelle d'escalier.
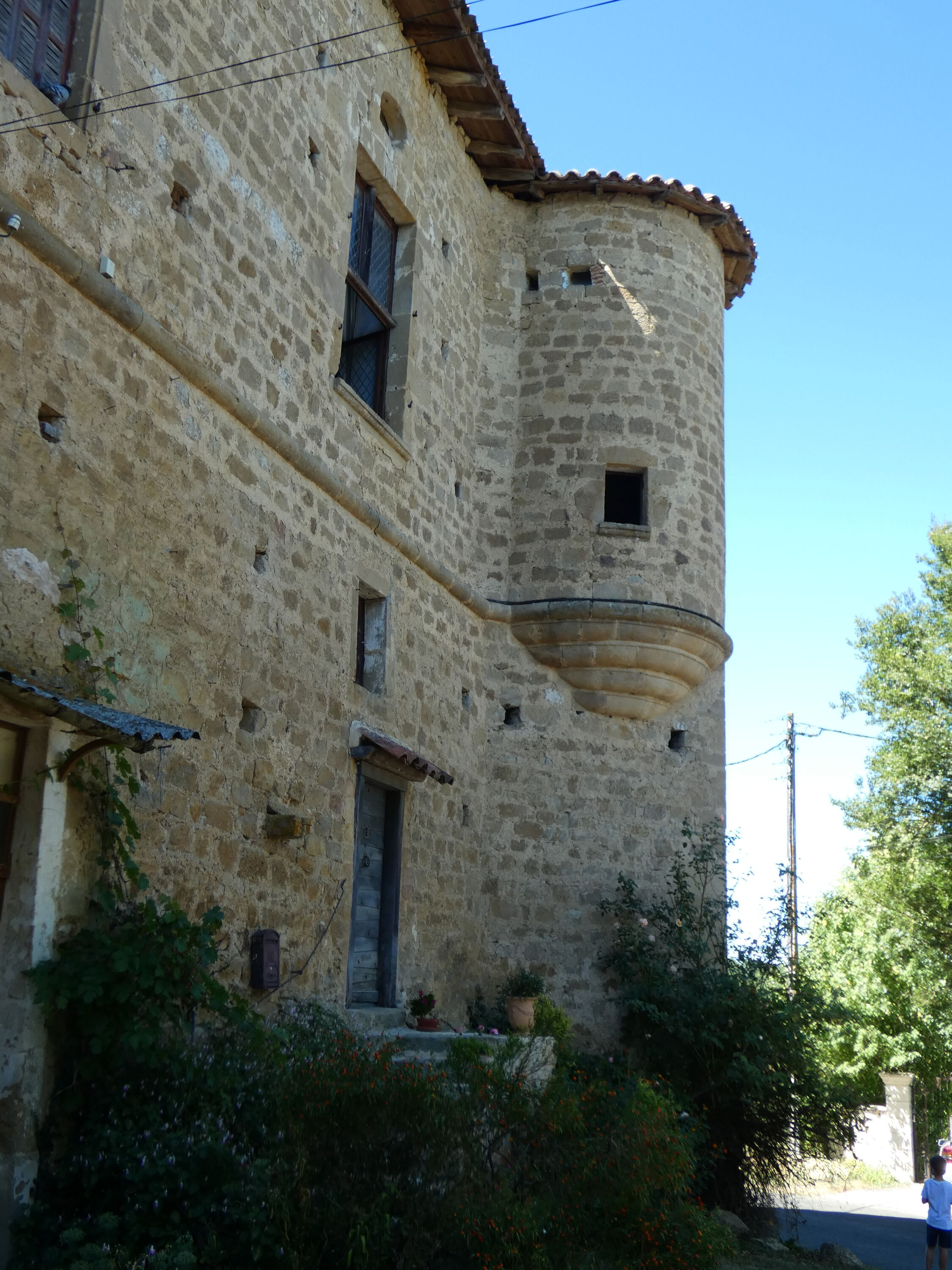
Le logis du XVIIe siècle.